# Petrophora subaequaria
Petrophora subaequaria là một loài bướm đêm trong họ Geometridae.